# Balance and Composure/Tigers Jaw
Balance and Composure/Tigers Jaw è uno split tra Balance and Composure e Tigers Jaw, pubblicato l'11 maggio 2010 da Run for Cover Records, etichetta cui appartengono i Tigers Jaw, e No Sleep Records, base dei Balance and Composure.
L'EP è stato annunciato il 9 febbraio 2010.

## Tracce
1. Balance and Composure – Kaleidoscope
2. Balance and Composure – Burden
3. Balance and Composure – Twenty Four
4. Balance and Composure – Rope
5. Tigers Jaw – Lodging
6. Tigers Jaw – Jet Alone
7. Tigers Jaw – Danielson
8. Tigers Jaw – Dent

## Formazione
- Vince Ratti - produzione, mixaggio ed ingegneria
- Chris Hansen - layout
- Bill Henderson - masterizzazione

### Balance and Composure
- Jonathan Simmons - voce
- Erik Peterson - chitarra
- Andrew Slaymaker - voce di fondo e chitarra
- Matthew Warner - basso
- Bailey Van Ellis - batteria

### Tigers Jaw
- Adam McIlwee - voce e chitarra
- Ben Walsh - voce e chitarra
- Brianna Collins - tastiera
- Dennis Mishko - basso
- Pat Brier - batteria